# Microgaster bekilyensis
Microgaster bekilyensis är en stekelart som beskrevs av Granger 1949. Microgaster bekilyensis ingår i släktet Microgaster och familjen bracksteklar. Inga underarter finns listade i Catalogue of Life.